# Viện Dân biểu Bolivia
Viện Dân biểu (tiếng Tây Ban Nha: Cámara de Diputados) là hạ viện của Hội đồng Lập pháp Đa dân tộc của Bolivia. Thành phần và quyền hạn của thượng viện được quy định trong Hiến pháp Chính trị của Nhà nước và một số điều luật khác. Phòng họp nằm trong tòa nhà Cung Lập pháp ở Plaza Murillo, La Paz.
Hạ viện có 130 ghế, được bầu theo cơ chế đầu phiếu đa số tương đối nhưng có thể được bổ sung: 70 dân biểu được bầu để đại diện cho các khu vực bầu cử chỉ có một ứng viên, 7 trong số đó là ghế của người bản địa hoặc người Campesino được bầu bởi các nhóm dân tộc thiểu số, 60 ghế được bầu theo cơ chế đại diện tỷ lệ từ danh sách ứng viên của các đảng, tương ứng với vị trí ở các bộ. Các dân biểu có nhiệm kỳ 5 năm và phải ít nhất 25 tuổi vào ngày bầu cử. Danh sách ứng viên từ đảng phải có luân phiên giữa nam và nữ, ở các khu vực chỉ có một đại biểu thì nam phải tranh cử với nữ dự khuyết và ngược lại. Ít nhất 50% số đại biểu từ các khu vực một thành viên phải là nữ.
Thượng nghị sĩ và các dân biểu được bầu theo vị trí ở từng bộ đều được chọn ra dựa trên kết quả bầu cử tổng thống, các dân biểu còn lại được chọn từ kết quả bầu cử theo từng khu vực.